# Une affaire
Une affaire es una próxima película francesa de drama romántico dirigida por Arnaud Desplechin, protagonizada por François Civil en el papel de un virtuoso pianista francés que regresa de Asia para vivir una historia de amor imposible en su ciudad natal de Lyon. En el reparto figuran Nadia Tereszkiewicz, Charlotte Rampling e Hippolyte Girardot. Se espera que la película se estrene en cines en 2026.

## Argumento
La historia sigue la trayectoria de Mathias, un virtuoso pianista francés que vivió durante años en Asia y regresa a su ciudad natal, Lyon, para vivir una historia de amor imposible.

## Reparto
- François Civil como Mathias[1]
- Nadia Tereszkiewicz
- Charlotte Rampling
- Hippolyte Girardot

## Producción

### Desarrollo
El 30 de septiembre de 2024, Arte France Cinéma anunció que coproduciría junto con Why Not Productions la próxima película dirigida por Arnaud Desplechin, Une affaire, protagonizada por François Civil en el papel de un virtuoso pianista que vive una historia de amor imposible, y que Nadia Tereszkiewicz, Charlotte Rampling e Hippolyte Girardot también protagonizarían la película ambientada en la ciudad de Lyon.

### Rodaje
La fotografía principal comenzó en Lyon, Francia, el 18 de octubre de 2024. Entre los lugares de rodaje se encuentran la estación de tren de Parilly y las calles del Vieux Lyon. El rodaje concluyó en diciembre de 2024.

## Estreno
Está previsto que la película se estrene en cines en 2026.